# Repulse River
Der Repulse River ist ein Fluss im Süden des australischen Bundesstaates Tasmanien.

## Geografie

### Flusslauf
Der rund 15 Kilometer lange Repulse River entspringt an den Osthängen des Mount Dawson, einem Berg im Nordwesten des Mount-Field-Nationalparks. Von dort fließt er nach Nordosten und mündet in den Lake Repulse und damit in den Derwent River.

### Durchflossene Stauseen
- Lake Repulse – 150 m[1]